# Bayaguana (ort)
Bayaguana är en ort i Dominikanska republiken.   Den ligger i kommunen Bayaguana och provinsen Monte Plata, i den östra delen av landet, 50 km nordost om huvudstaden Santo Domingo. Bayaguana ligger 50 meter över havet och antalet invånare är 21 055.
Terrängen runt Bayaguana är platt, och sluttar söderut. Runt Bayaguana är det ganska tätbefolkat, med 70 invånare per kvadratkilometer. Bayaguana är det största samhället i trakten. Omgivningarna runt Bayaguana är en mosaik av jordbruksmark och naturlig växtlighet.